# Depolarizace
Depolarizace (někdy nazývána jako hypopolarizace) je taková změna elektrická náboje v buňce, při které se sníží negativní náboj uvnitř buňky. Depolarizace je nezbytná pro funkci mnoha buněk a komunikaci mezi buňkami.

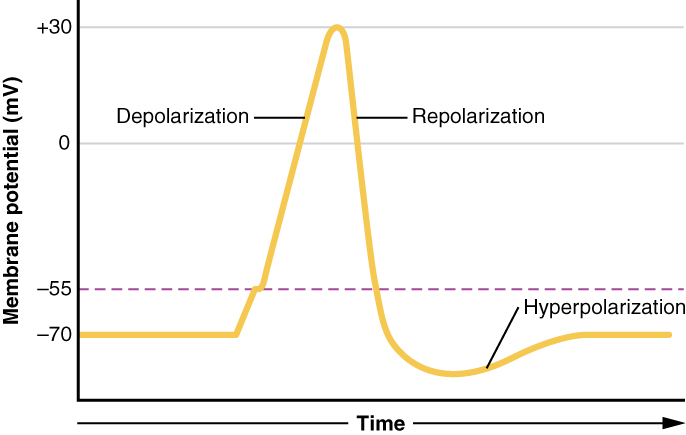
Akční potenciál v neuronu ukazuje depolarizaci, ve které se vnitřní náboj stává méně negativním (pozitivnějším), a repolarizaci, ve které se vnitřní náboj vrací k více negativní hodnotě.

Většina buněk vyšších organismů udržuje své vnitřní prostředí vzhledem ke svému okolí negativně nabité. Tento rozdíl v náboji se nazývá membránový potenciál. V procesu depolarizace se negativní vnitřní náboj buňky dočasně stává více pozitivním (méně negativním). K posunu od negativního k pozitivnímu membránového potenciálu dojde během několika procesů, včetně akčního potenciálu. Během akčního potenciálu je depolarizace tak velká, že se u rozdílu potenciálu buněčné membrány krátce obrátí polarita a uvnitř buňky se stává náboj pozitivní.
Změna v náboji je způsobena v důsledku přílivu sodíkových iontů do buňky, což může být zprostředkován přílivem jakýchkoliv kationtů nebo odtokem aniontů. Opak depolarizace je hyperpolarizace.

## Depolarizace ve fyzice
Použití termínu „depolarizace“ v biologii se liší od jeho použití ve fyzice. Ve fyzice odkazuje na situace, při níž se polarita změní na hodnotu nula.